# La Rouaudière

La Rouaudière este o comună în departamentul Mayenne, Franța. În 2009 avea o populație de 341 de locuitori.